# 戈特蒂尔夫·海因里希·恩斯特·米伦伯格
戈特蒂尔夫·海因里希·恩斯特·米伦伯格（德語：Gotthilf Heinrich Ernst Muhlenberg，1753年11月17日—1815年5月23日），简称米伦伯格或译穆伦伯格，是一名美国牧师和植物学家。

## 传记
他是海因里希·梅尔基奥尔·米伦伯格的儿子，出生在宾夕法尼亚州的特拉普。他于1763年开始在哈雷的法兰克基金会接受教育，并于1769年在哈雷大学接受教育。他于1770年9月返回宾夕法尼亚，并被任命为路德宗牧师。他先在宾夕法尼亚州服务，然后在新泽西州担任牧师。他获得了普林斯顿大学的神学博士学位。
他于1774年与玛丽·凯瑟琳·霍尔结婚，并与她育有八个孩子。尽管他的家人开始在费城扎根，米伦伯格发现他别无选择，只能在该地区爆发革命战争敌对行动时逃离费城。回到家乡特拉普后，他开始学习植物学。
从1780年到1815年，他担任宾夕法尼亚州兰开斯特圣三一教堂的牧师。在1785年，他被选为美国哲学学会会员。1787年，他还被任命为富兰克林学院的第一任校长，并在1779年退休，然后专心研究植物学。他是一名著名的植物学家。乱子草属（Muhlenbergia）是一种以他名字命名的著名草类植物。他的主要著作是Catalogus Plantarum Americae Septentrionalis (1813)和Descriptio Uberior Graminum et Plantarum Calamariarum Americae Septentrionalis Indiginarum et Cicurum (1817)。
米伦伯格在对宾夕法尼亚州兰开斯特县的植物进行调查时发现并识别了牟氏水龟。在1801年，为了纪念他，这只乌龟被命名为Clemmys muhlenbergii（通用名称为米伦伯格龟）。然而，该物种的通用名称在1956年改为沼泽龟（bog turtle），因为以个体命名生物通用名称的做法变得不那么流行了。
到了1815年，他患上了瘫痪性中风，严重阻碍了他的活动。然而，在他女儿的帮助下，米伦伯格继续他的书信往来，直到他的瘫痪突然消失。尽管他的病情似乎正在好转，但不久之后最后一系列中风夺去了他的生命。
米伦伯格被安葬在宾夕法尼亚州兰开斯特的伍德沃德山公墓。

## 家族
他是弗雷德里克和彼得·米伦伯格的兄弟，是亨利·米伦伯格和弗雷德里克·A·H·米伦伯格的父亲，后者是米伦伯格学院第一任校长弗雷德里克·奥古斯塔斯·米伦伯格的父亲。